# Evangelische Friedenskirche (Heddesdorf)

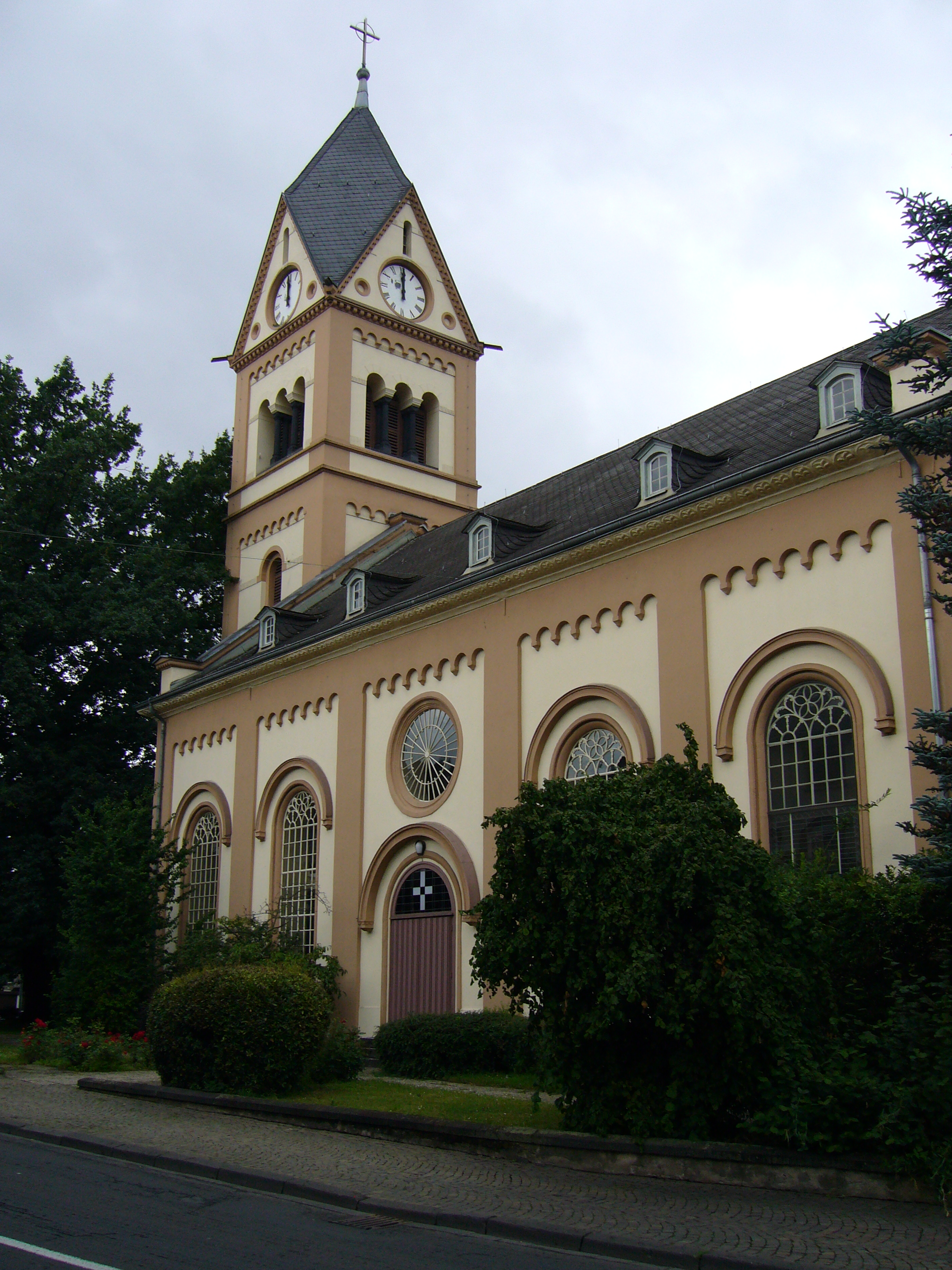
Evangelische Friedenskirche Heddesdorf

Die Evangelische Friedenskirche in Heddesdorf, einem Stadtteil der großen kreisangehörigen Stadt Neuwied in Rheinland-Pfalz, ist ein evangelischer Sakralbau aus dem 19. Jahrhundert.

## Geschichte und Ausstattung

### Von den Ursprüngen bis zum Neubau
Der Vorgängerbau der heutigen Kirche entstand vermutlich um 960 und wurde im Mittelalter mehrfach umgebaut und erweitert. Die Kirche war ursprünglich römisch-katholisch und wurde 1517 im Zuge der Reformation evangelisch.
Da die Kirche im Laufe der Jahrhunderte baufällig und für die Kirchengemeinde zu klein geworden war, wurde sie 1842 mit Ausnahme des romanischen Turmstumpfes abgerissen und durch einen Neubau im klassizistischen Stil ersetzt. Die Grundsteinlegung fand am 22. Mai 1842 statt.

### Renovierungen und Umbauten

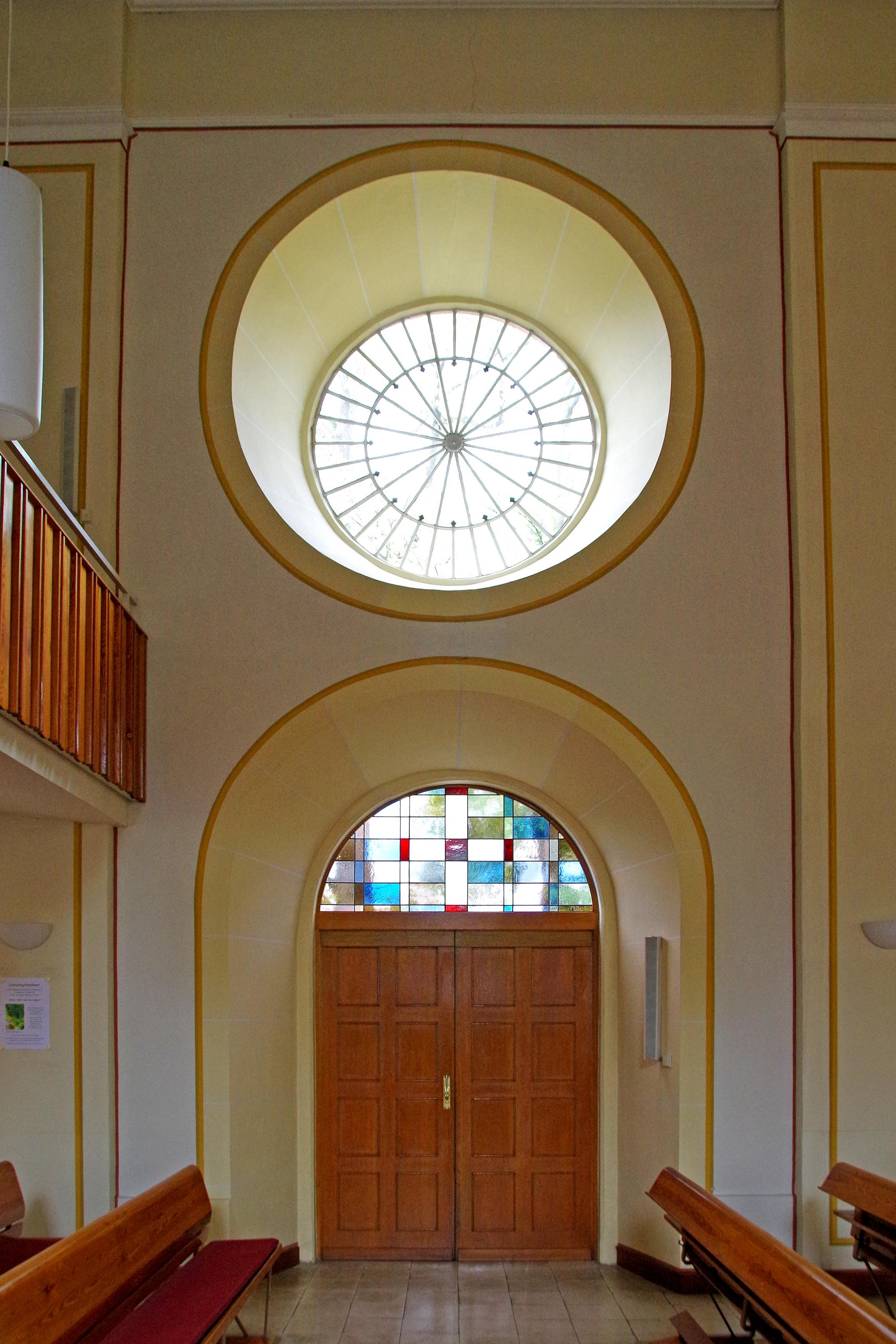
Nordportal

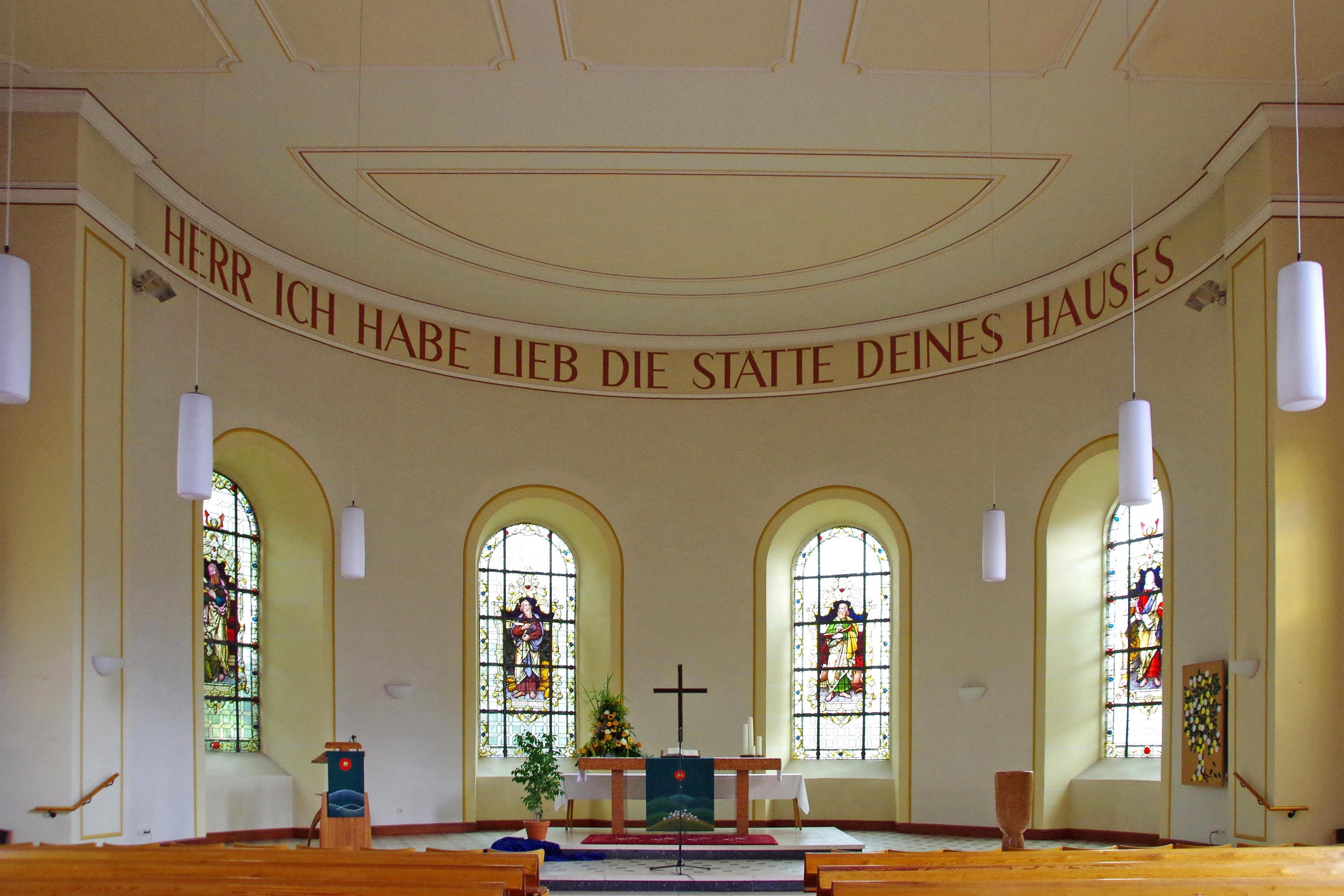
Altarraum

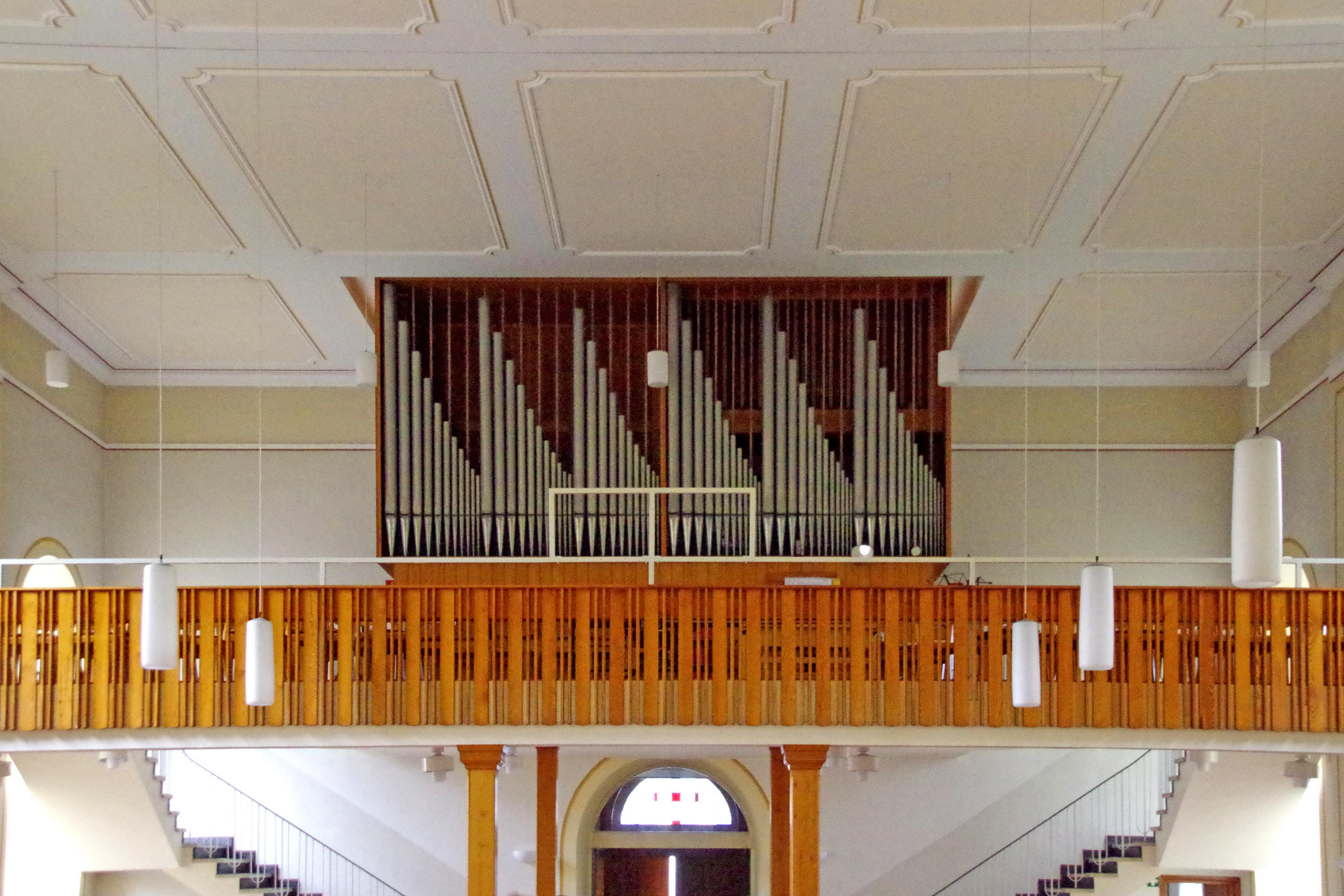
Orgelempore

In der zweiten Hälfte des 19. Jahrhunderts wurde die Kirche zweimal renoviert, 1872 und 1893. Der Turm wurde 1909/1910 um ein Arkadengeschoss und einen neuen Turmhelm erhöht.
Im Zweiten Weltkrieg erlitt die Bausubstanz der Kirche nur relativ geringe Schäden, dennoch erwies sich 1960 eine umfassende Erneuerung des Gotteshauses als dringend erforderlich. Der Innenraum wurde komplett umgestaltet. Hierbei wurden unter anderem folgende Veränderungen vorgenommen:
- Die Seitenemporen wurden entfernt, dafür wurde die Hauptempore in Richtung Altar verlängert.
- Die Orgelempore wurde vergrößert.
- Die Kanzel wurde abgebaut, modernisiert und in den vorderen Bereich des Altarraums gestellt.
- Der alte Holzaltar wurde durch einen roten Marmoraltar ersetzt und das Chorgestühl komplett entfernt.
- In das alte Taufbecken wurde ein kelchförmiger ebenfalls aus rotem Marmor gefertigter Taufstein eingearbeitet.
- Die roten Sandsteinplatten des Bodenbelags wurden durch Kunststeinplatten ersetzt.
- Zum ersten Mal in ihrer Geschichte erhielt die Kirche eine Sakristei.

Bei zwei weiteren Renovierungen im 20. Jahrhundert bekam das Gebäude 1991 einen farbigen anstelle des früheren weißen Außenanstrichs sowie 1993 eine Innenrenovierung mit einer Deckenisolierung. Ein Holzboden mit Schiffsparkett ersetzte den Kunststoffboden. Die Kanzel wurde abgebaut und durch ein Lesepult ersetzt.

### Kirchenfenster
Die Kirchenfenster im Altarraum zeigen Darstellungen der vier Evangelisten Matthäus, Markus, Lukas und Johannes.

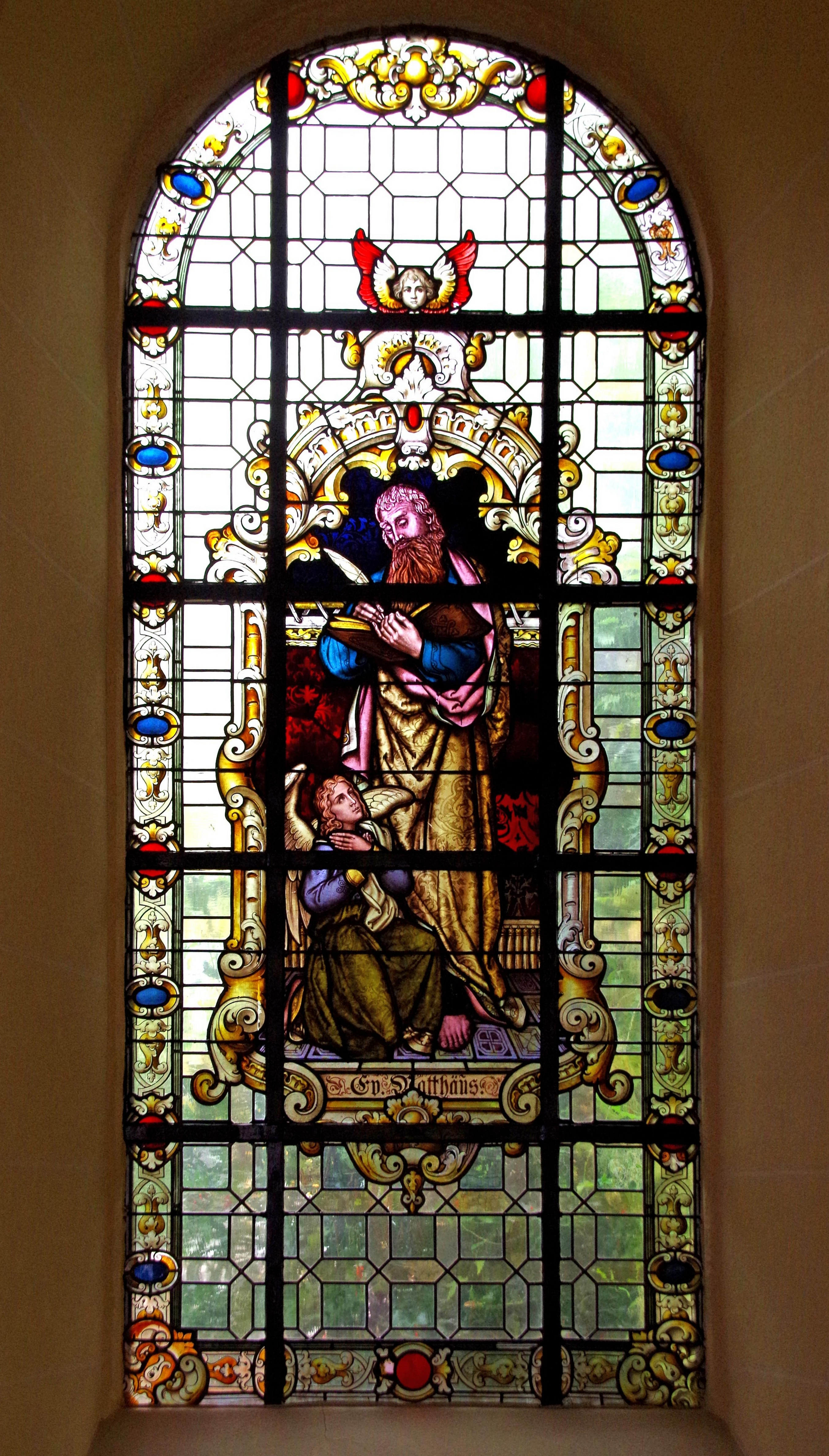
Matthäus
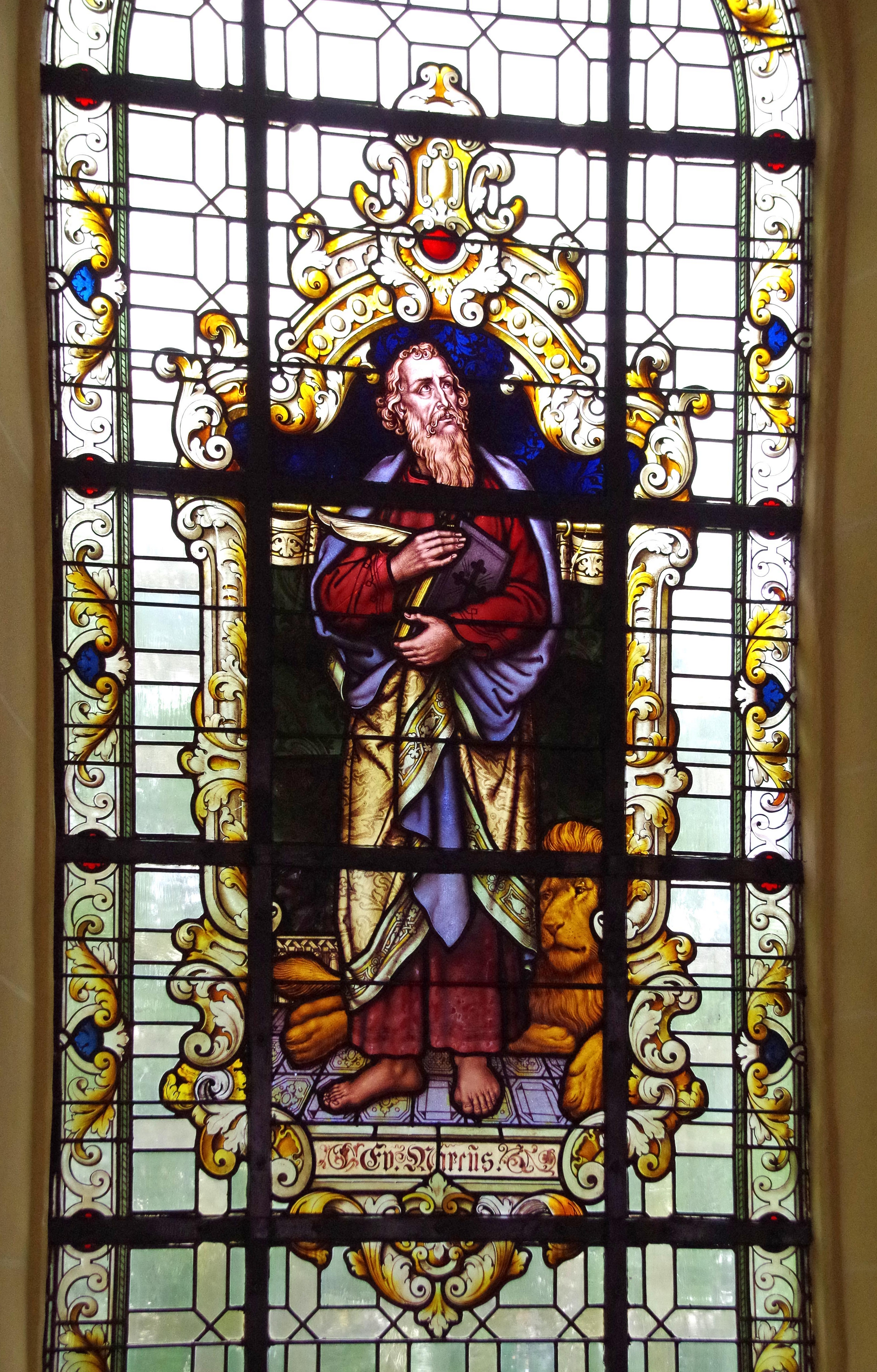
Markus
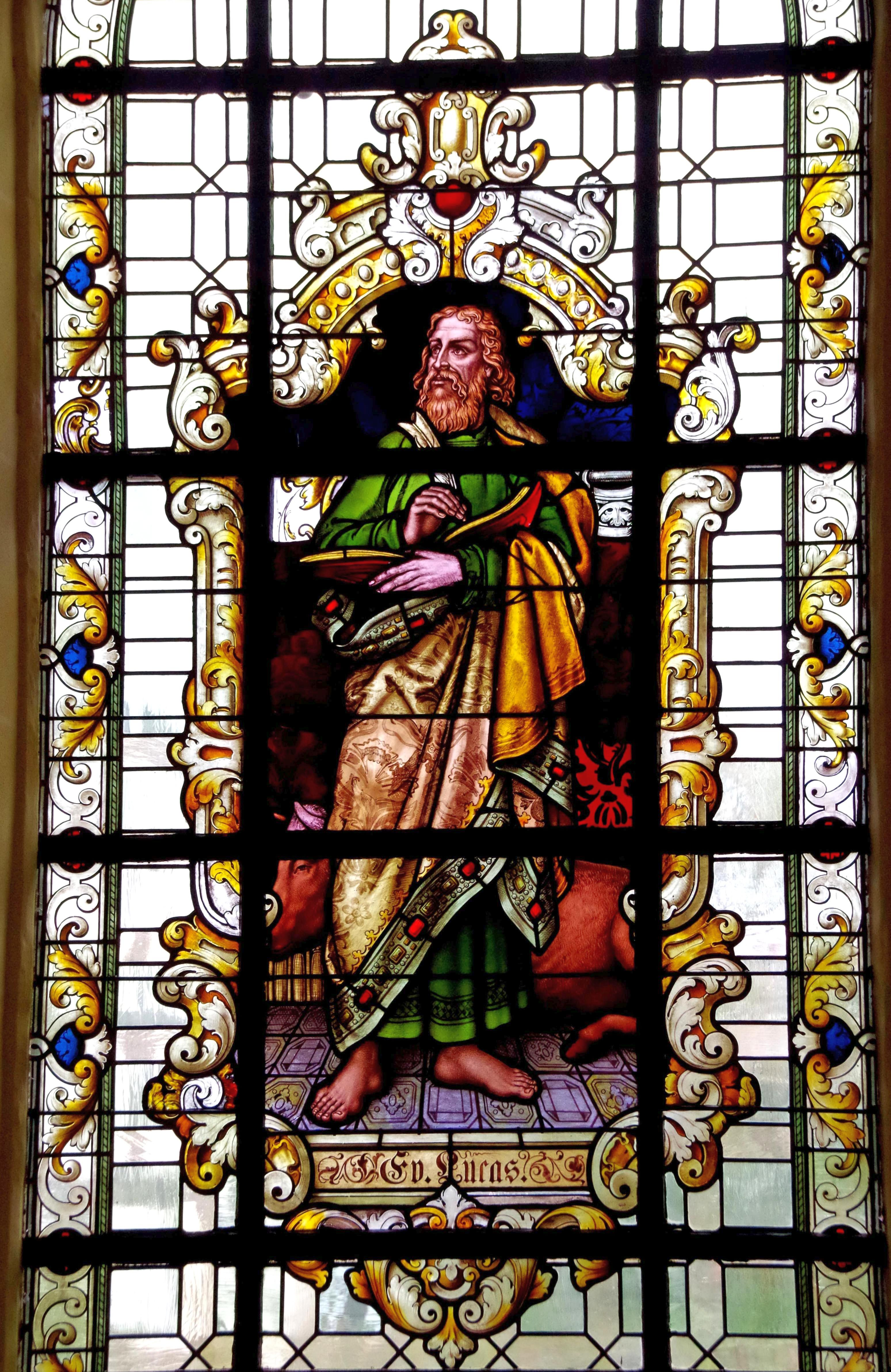
Lukas
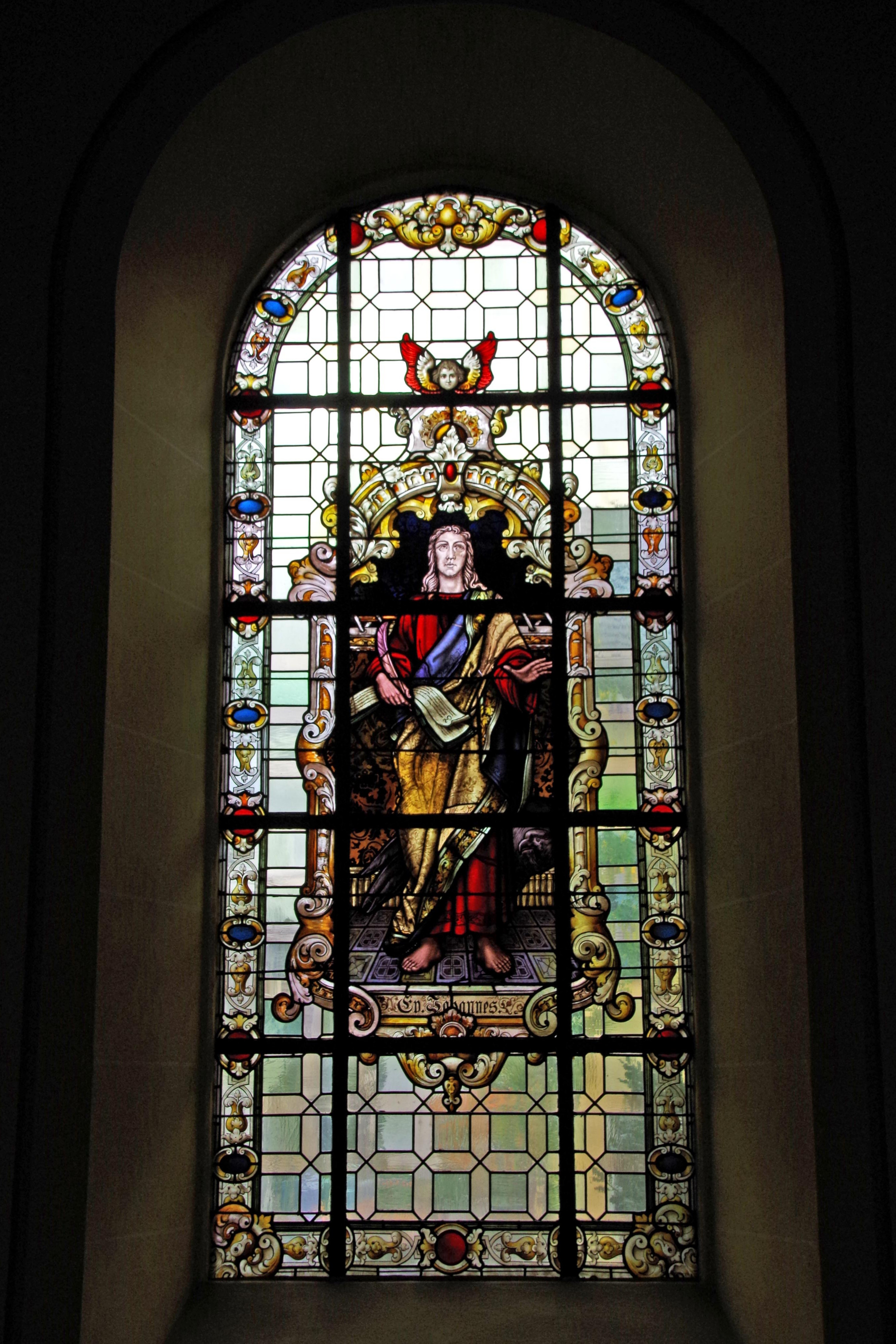
Johannes

### Orgel
Die erste Orgel stammt von der Orgelbaufirma Walcker in Ludwigsburg. 1964 erhielt die Kirche eine neue Orgel aus der Orgelbauwerkstatt Johannes Klais Orgelbau. Sie besitzt 22 Register, verteilt auf zwei Manuale und Pedal.

### Glocken
Der Glockenstuhl beherbergt drei Glocken. Die älteste und größte ist die „Marienglocke“ von 1347, die mittlere die „Sturm- und Feuerglocke“ von 1680 und die kleinste die „Sankt-Kastor-Glocke“ von 1450. Jede der drei Glocken trägt eine Inschrift.
Inschriften
- „Marienglocke“: Im Jahre des Herrn 1347 zu Michaelis goss ich diese Glocke zu Ehren Marias. O König des Ruhmes, komme mit heiligem Frieden. (Übersetzung aus dem Lateinischen)
- „Sturm- und Feuerglocke“: Unter Aufsicht des hochwürdigen Herrn Dahlhausen, Inspektor und Pfarrer, sowie des Andreas Söhn, Schultheiß, des Johannes Fimmel, Adolph Biber, Caspar und Hans Adam Backes, Synodschöffen hat mich Maria Lorenz Wickrath im Jahre 1680 gegossen. (Übersetzung aus dem Lateinischen)
- „Sankt-Kastor-Glocke“: Zu Ehren des heiligen Castor läute ich; Meister Johann Wall goss mich! (Übersetzung aus dem Niederdeutschen)[1]